# Helmkrone

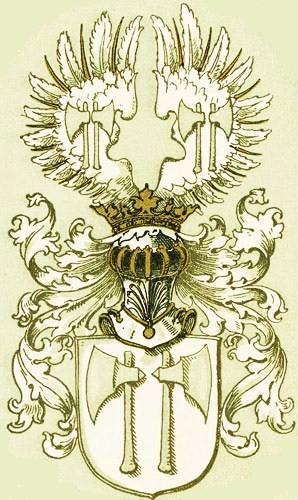
Beispiel einer Helmkrone in einem Vollwappen (von Zabern)

Die Helmkrone, auch Blatt- oder Blätterkrone, Laub- oder Blütenkrone genannt, dient als Krönung der Wappenhelme seit dem 13. Jahrhundert als Kennzeichen des Adelsstands. Die Helmkrone ist eine auf den Wappenhelmen befindliche Krone, die der Verbindung von Helm und Helmkleinod dient. Sie stand ursprünglich nur den Adelswappen zu und musste speziell verliehen werden. (Ohne diesem Recht war sonst eine Helmwulst zwischen Helm und Helmkleinod angeordnet.) Die Helmkrone besteht aus fünf sichtbaren Zacken, deren mittlere und die beiden äußeren blattartig gebildet sind. Die beiden anderen Zacken tragen oftmals je eine Perle. Die Helmkrone darf nicht mit der Rangkrone verwechselt werden, denn im Gegensatz zu dieser kann die Helmkrone nicht allein mit dem Wappenschild stehen.

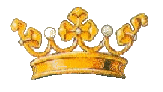
Muster einer Helmkrone
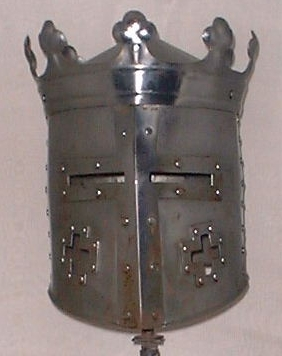
Topfhelm mit Helmkrone (Replikat)
Helmkrone in einem ungarischen Familienwappen
Blätterkrone im Wappenschild von Rodenbach (bei Hanau)

Ursprünglich war sie eine Königs- und Prinzenkrone, die dann der Adel für sich beanspruchte. Im 14./15. Jahrhundert tauchte die Helmkrone allerdings auch bei diversen Patrizierfamilien auf und wurde von diesen unangefochten geführt. Obwohl sie eigentlich ein Merkmal des Adels war, ist die strenge Gleichsetzung Helmkrone = Adel deshalb nicht in dieser Ausschließlichkeit korrekt. Spätestens seit dem Ende des 16. Jahrhunderts wurden von einigen Hofpfalzgrafen alle Wappenbriefe für Bürgerliche mit diesem Adelsattribut ausgestellt.
Das regimentsfähige, daher in den Stadtkantonen regierende Patriziat der Alten Eidgenossenschaft führte die aus drei Blättern und zwei Perle bestehende, auf den Helm gesetzte Adelskrone als Rangabzeichen.
Tatsächlich bezog sich die Verwendung dieses so genannten „Adelsattributs“ also nicht allein auf den Adel, sondern eigentlich auf die Turnierfähigkeit, der Briefadel sollte von der Führung sogar ausgeschlossen sein. Turnierfähig, also berechtigt, Waffen zu tragen und ein Turnier zu bestreiten, waren nur Ritter, die aber nicht alle adliger Herkunft sein mussten. 